# Oberwald
Oberwald (toponimo tedesco) è una frazione di 277 abitanti del comune svizzero di Obergoms, nel Canton Vallese (distretto di Goms).

## Storia

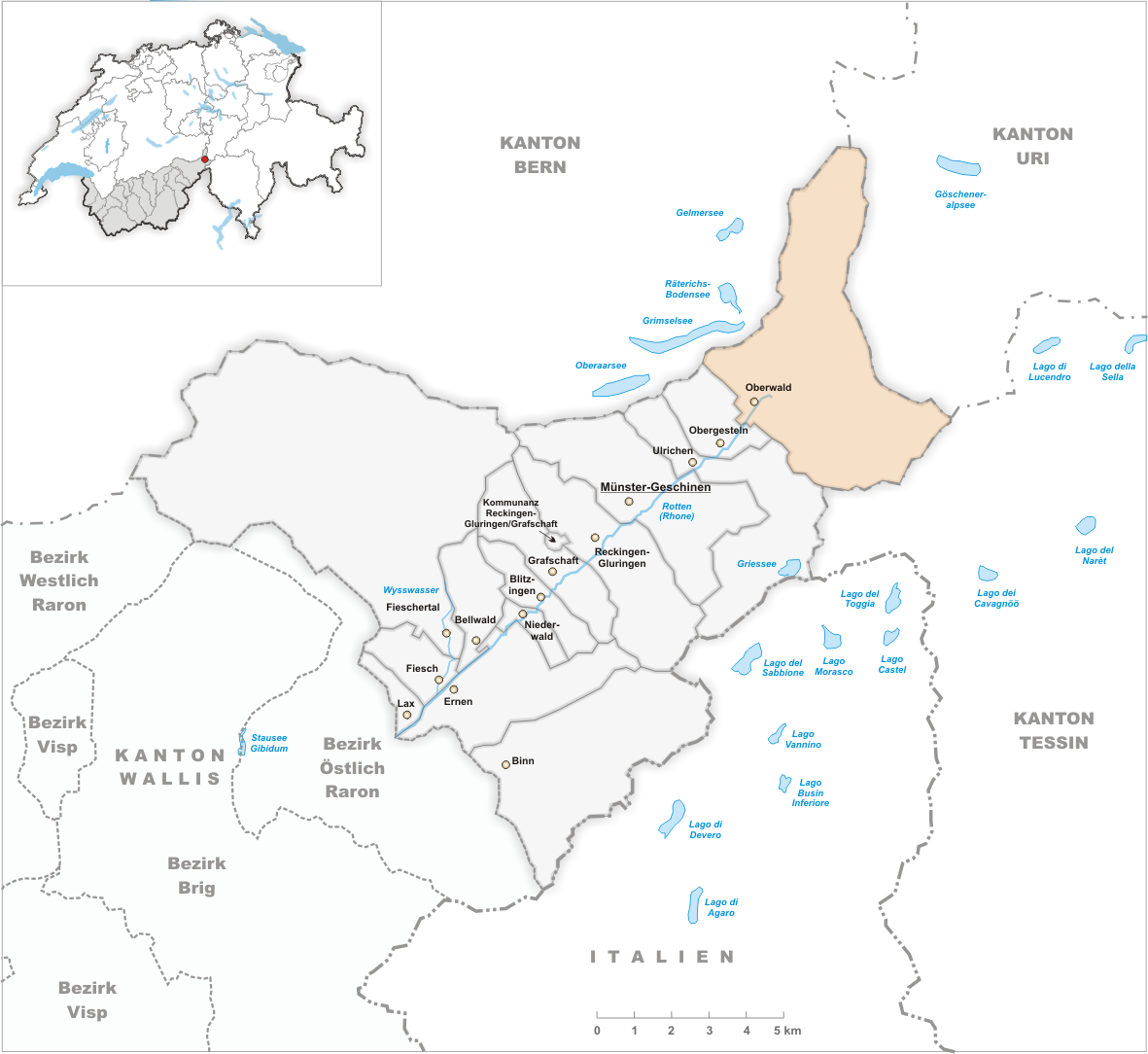
Il territorio del comune di Oberwald prima degli accorpamenti comunali del 2009

Già comune autonomo che si estendeva per 96,9 km² e che comprendeva anche le frazioni di Belvédère, Bergdorf, Gletsch, Obergeren, Untergeren e Unterwassern, nel 2009 è stato accorpato agli altri comuni soppressi di Obergesteln e Ulrichen per formare il nuovo comune di Obergoms.

## Monumenti e luoghi d'interesse

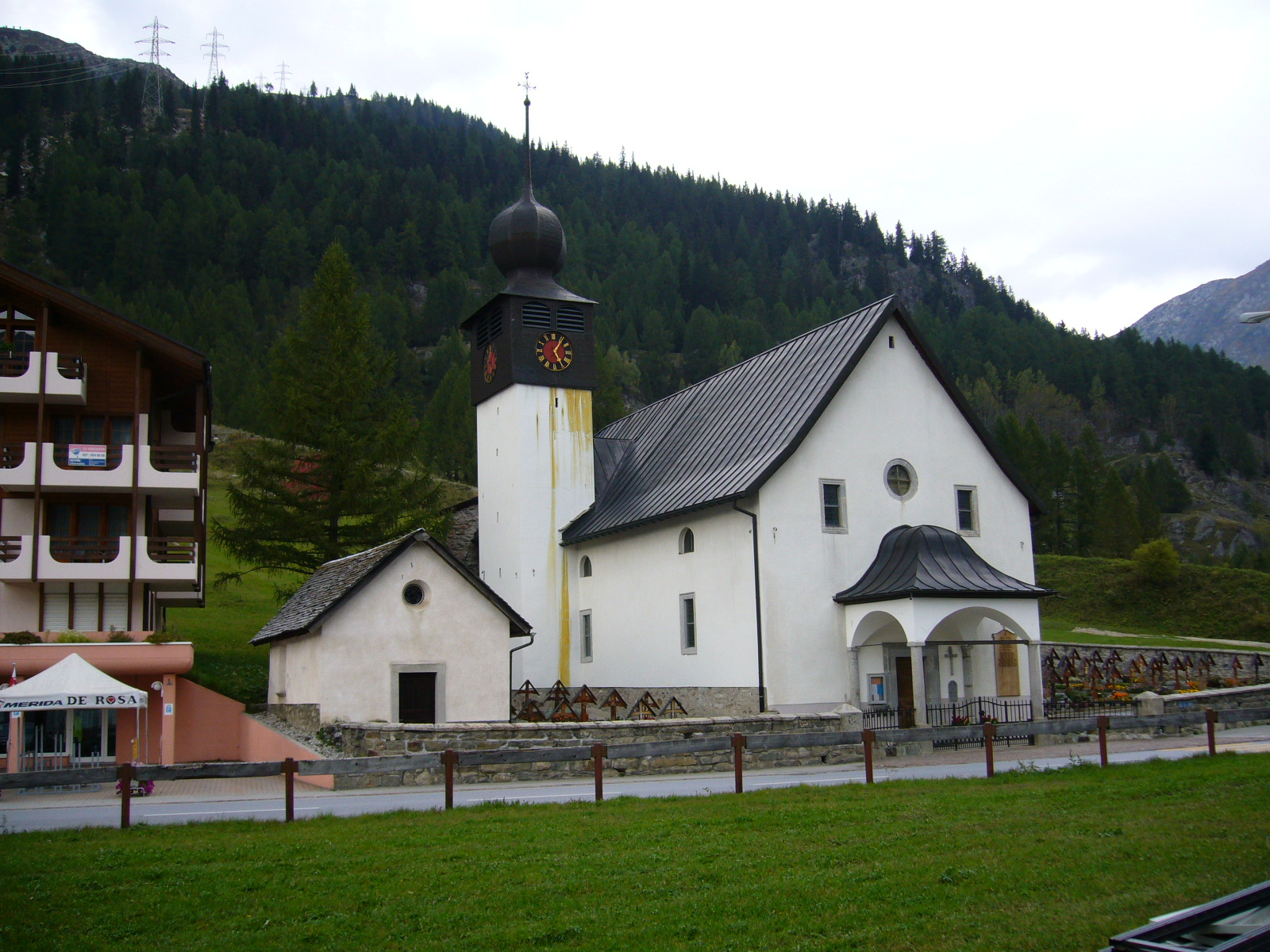
La chiesa della Santa Croce

- Chiesa parrocchiale cattolica della Santa Croce, eretta nel 1710[1].

## Società

### Evoluzione demografica
L'evoluzione demografica è riportata nella seguente tabella:
Abitanti censiti

## Economia
Nella stagione invernale è frequentato per la sua piccola stazione sciistica, durante quella estiva per i suoi numerosi sentieri. La maggior parte degli abitanti è attiva nel turismo o nell'allevamento ovino; Oberwald è anche la sede del quartier generale della Ark Linux.

## Infrastrutture e trasporti

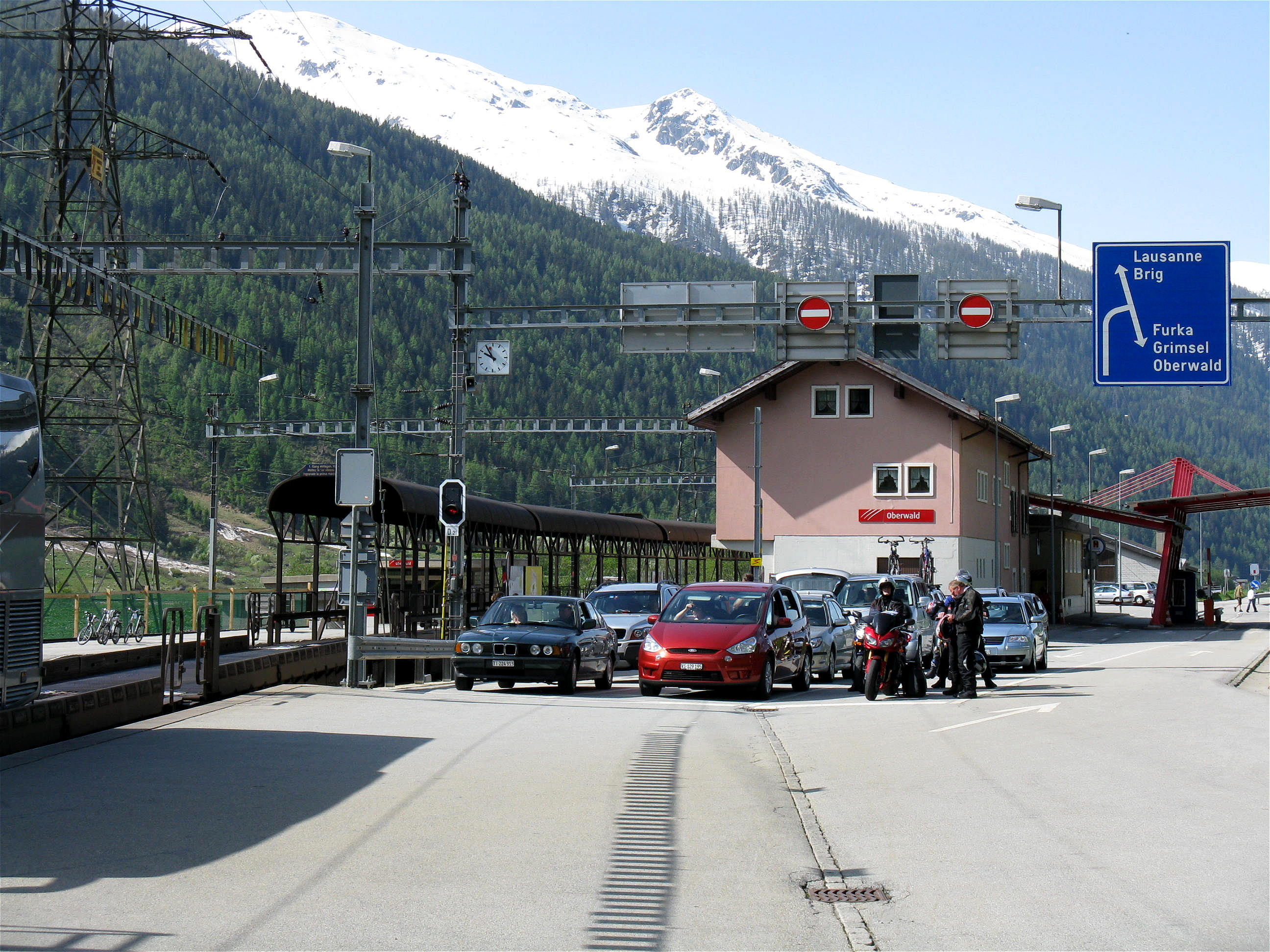
La stazione di Oberwald

Oberwald è servito dall'omonima stazione, sulla ferrovia del Furka-Oberalp, capolinea della ferrovia turistica Dampfbahn Furka-Bergstrecke. È collegato attraverso la galleria di base della Furka con il Canton Uri.

## Amministrazione
Ogni famiglia originaria del luogo fa parte del cosiddetto comune patriziale e ha la responsabilità della manutenzione di ogni bene ricadente all'interno dei confini della frazione.

## Sport
Stazione sciistica specializzata nello sci nordico, ha ospitato fra l'altro i Campionati svizzeri di sci di fondo nel 2006 e quelli di biathlon nel 2012 e nel 2014.